# Jean-Christophe
Jean-Christophe är en romansvit i tio delar av den franske författaren Romain Rolland, som tilldelades Nobelpriset i litteratur 1915. Sviten gavs ut mellan 1905 och 1913. Den kretsar kring den tyske musikern Jean-Christophes livsöde, men skildrar också samtiden ur ett bredare perspektiv. Sviten mynnar ut i en fredsoptimism, som första världskriget bara något år efter den sista delen kom att krossa.
Verket tillkom i en tid då romansviter (franskans roman fleuve) var uppskattade, och andra exempel är Marcel Prousts På spaning efter den tid som flytt, Jules Romains Les Hommes de bonne volonté, Roger Martin du Gards Les Thibault och Georges Duhamels Chronique des Pasquier.
Verket översattes till svenska av Louise Åkerman. Hon fick tillåtelse att översätta verket genom egen personlig kontakt med författaren.

## Verk (på svenska)
1. Daggryningen
2. Morgonen
3. Ynglingen
4. Upproret
5. Marknadstorget
6. Antoinette
7. Under samma tak
8. Väninnorna
9. Den brinnande busken
10. Den nya dagen